# ASK Vorwärts Oberhof
Der Armeesportklub Vorwärts Oberhof (ASK Oberhof) war ein in Oberhof im Thüringer Wald ansässiger Wintersportclub im DDR-Sportsystem. Er wurde im Jahre 1956 gegründet und nach der Deutschen Wiedervereinigung 1990 aufgelöst. Nachfolger ist der WSV Oberhof 05. Der Armeesportklub entwickelte sich zu einem der erfolgreichsten Wintersportclubs der Welt. Sportler des ASK Oberhof gewannen bei Olympischen Winterspielen, Welt- und Europameisterschaften über 100 Goldmedaillen, darunter bei fünf Olympischen Winterspielen 16-mal Gold durch 23 Athleten. Der ASK hatte je nach Jahrgängen wechselnd 300 aktive Athleten und Trainer. 100 inoffizielle Mitarbeiter der Staatssicherheit waren als Spitzel im Sport und dessen Umfeld eingesetzt.

## Geschichte

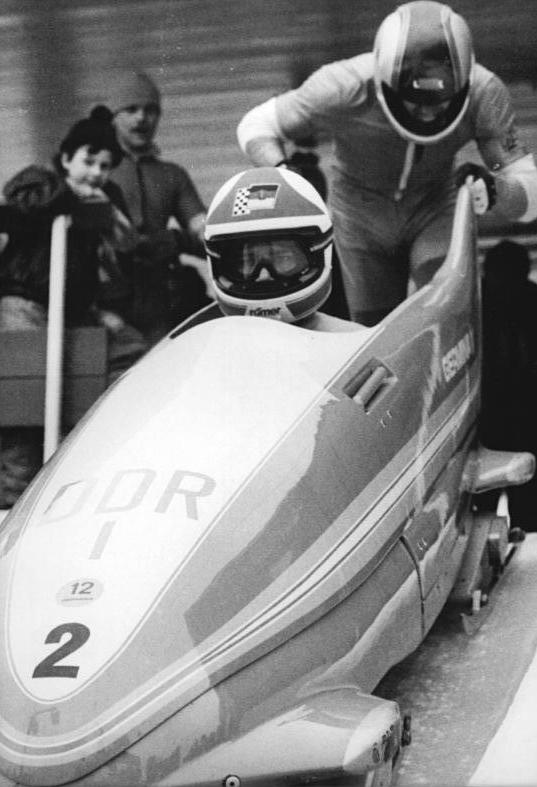
Wolfgang Hoppe und Dietmar Schauerhammer – Olympiasieger im Zweier- und Viererbob 1984

Nach der Gründung der Nationalen Volksarmee (NVA) am 18. Januar 1956 übernahm das Ministerium für Nationale Verteidigung auch die Sportorganisation und richtete Sportklubs für den Leistungssport ein, um den Sportlern ein intensives Training zu ermöglichen. So wurde auch der Armeesportklub (ASK) Oberhof, zunächst als Skisportabteilung des Armeesportklubs Erfurt, am 25. August 1956 gegründet und später ausgegliedert. Leiter des ASK war zu diesem Zeitpunkt der Oberst der NVA Manfred Kowark. Wenig später wurde der Verein in ASK Vorwärts Oberhof umbenannt. Am 1. Oktober 1956 wurde die Armeesportvereinigung Vorwärts (ASV Vorwärts) gegründet, der alle Armeesportklubs (ASK) der DDR angehörten. Unmittelbar danach wurde die ASV Mitglied des Sportkomitees der befreundeten Armeen (SKDA). Vorwärts Oberhof bildete seither das Wintersport-Leistungszentrum der Armeesportvereinigung Vorwärts. Das Prinzip war, nur Sportarten zu fördern, in denen Aussicht auf Erfolge bei internationalen Veranstaltungen, vor allem bei olympischen Winterspielen, bestand. Deshalb wurde der alpine Sektor, der zunächst noch einige Zeit in Eigenregie weiter betrieben wurde, in Oberhof eingestellt.

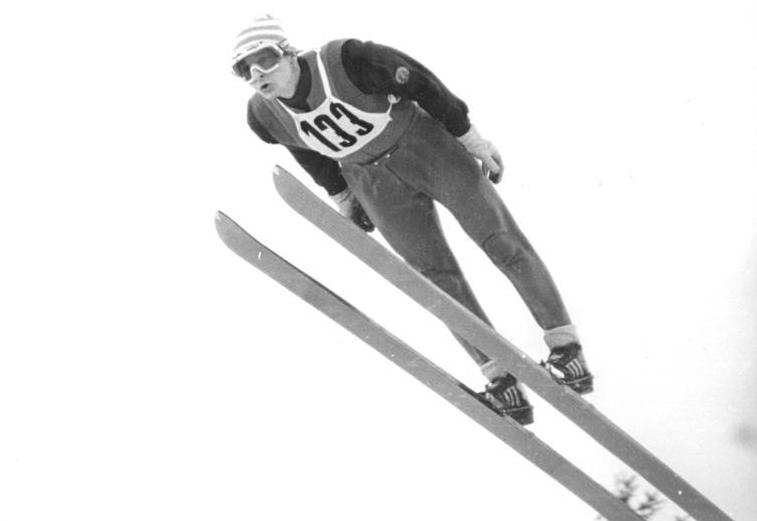
Hans-Georg Aschenbach – Olympiasieger 1976 im Skispringen

Die Leistungssportler des ASK, die vorher in verschiedenen Standorten untergebracht waren, bezogen im Jahre 1961 das Armeeobjekt am Grenzadler, die heutige Kaserne am Rennsteig, jetzt Sitz einer Sportfördergruppe der Bundeswehr. Der Grenzadler ist ein etwa zwei Meter hoher Grenzstein mit preußischem Adler, 837 Meter über Normalnull hoch gelegen, wo sich auch ein großer Parkplatz mit gleichem Namen und die Lotto Thüringen Arena am Rennsteig befinden. Walter Ulbricht hatte darauf bestanden, die Sporteinrichtung des ASK außerhalb der Ortschaft anzusiedeln, da er der Ansicht war, dass Oberhof selbst nicht förderlich für die Entwicklung eines Athleten sei.  Ulbricht verhinderte damit zu seinen Lebzeiten den Bau einer Jugend- und Kindersportschule in Oberhof. Für eine weitere Optimierung von Training und Lehrgängen wurde im Jahre 1973 die Sportschule des Deutschen Turn- und Sportbundes (DTSB), heute Sporthotel Oberhof, eröffnet. Nach dem Tode von Walter Ulbricht im Jahre 1973 kam in den Kreisen der Sportfunktionäre die Diskussion zu einem Bau einer Kinder- und Jugendsportschule in Oberhof auf. Der mehrere Gebäude umfassende Baukomplex wurde durch elf Millionen Mark Fördergelder des Bildungsministeriums, die etwa die Hälfte der Bausumme ausmachten, gefördert. Die Bauplanungen und die Standortsuche erstreckten sich über mehrere Jahre. Im Jahre 1981 konnte die Schule, die im Jahre 1979 gegründet wurde und nun optimale Bedingungen für den Sportnachwuchs erfüllte, voll arbeiten. Von 1981 bis 1990 leitete Gerhard Grimmer den ASK. Im Jahre 1990 wurde die Sportschule in das Sportgymnasium Oberhof umgewandelt und bildet heute 350 Schüler zwischen 10 und 19 Jahren aus.

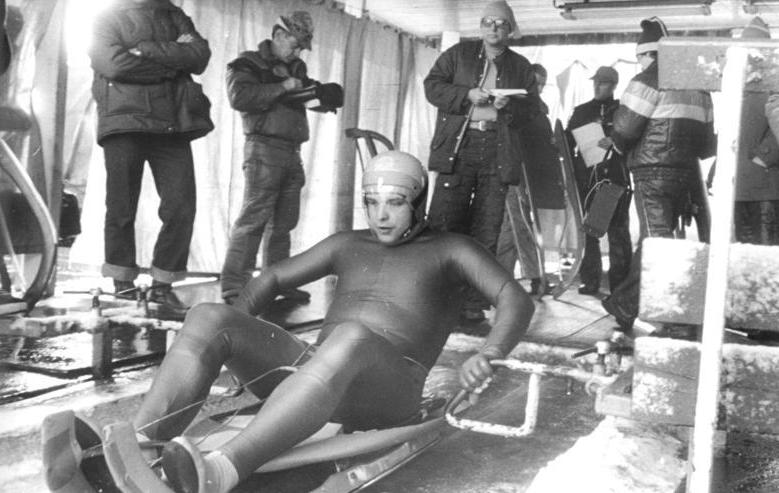
Bernhard Glass – Olympiasieger 1980 im Rennrodeln

Die ersten Medaillen wurden bei den Nordischen Skiweltmeisterschaften 1966 und 1970 durch Dieter Neuendorf im Skispringen sowie Gerhard Grimmer und Axel Lesser im Skilanglauf erzielt. Die ersten beiden Goldmedaillen und eine Bronzemedaille bei Olympischen Winterspielen errangen Sportler vom ASK 1972 im Rennrodeln. Bei den Olympischen Winterspielen 1976 in Innsbruck gewannen Sportler des ASK fünfmal Gold, einmal Silber und dreimal Bronze. Dadurch wurde der Verein der erfolgreichste Wintersportclub der Welt. Bei den nachfolgenden Olympischen Spielen wurden für den ASK jeweils mindestens zwei und bis zu fünf Goldmedaillen gewonnen. Nach der Wiedervereinigung am 3. Oktober 1990 übernahm die Bundeswehr den Verein, der am 23. November 1990 in den erfolgreichen WSV Oberhof 05 überging, dem heute etwa 700 Mitglieder angehören. Aus dem WSV 05 löste sich im am 10. Juni 1993 der Kufensportbereich als BSR Rennsteig Oberhof heraus.

## Beschreibung

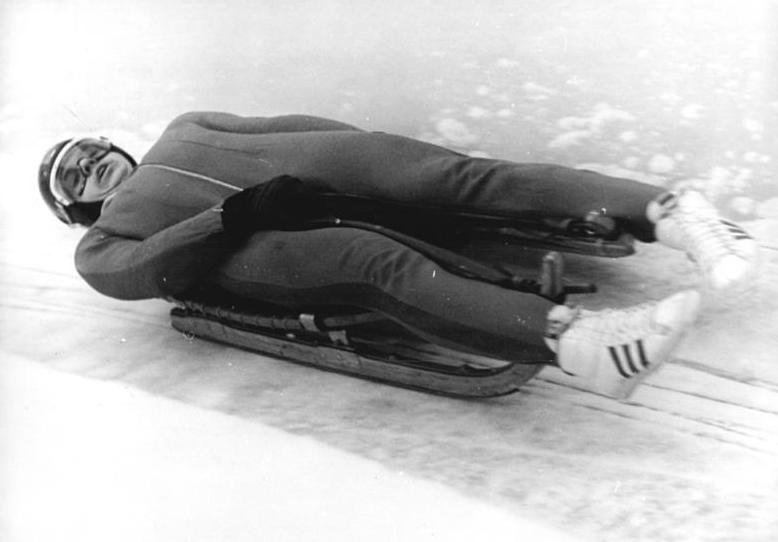
Hans Rinn – Olympiasieger 1976 und 1980 im Rennrodeln

Der ASK hatte durch die Konzentration vieler Wintersportanlagen auf engstem Raum, wie die Schanzenanlage im Kanzlersgrund, die Thüringenschanze, die Schanzenanlage am Wadeberg, die Rennrodelbahn Oberhof, das Biathlonstadion am Rennsteig und die Langlaufloipen am Rennsteig im Bereich des Grenzadlers optimale Trainingsbedingungen. Die Anlagen wurden ständig modernisiert, ergänzt und ausgebaut. Ein zielstrebiges und systematisches Training führte zu einer kontinuierlichen Steigerung der Leistungen. Der Staat widmete dem ASK eine optimale Fürsorge sowohl im Leistungssport als auch im Nachwuchsbereich. Durch ein effektives System der Sichtung, Auswahl und Förderung des Nachwuchses entstand eine harmonische Zusammenarbeit.
Der ASK richtete viele Wintersportveranstaltungen mit internationaler Beteiligung auf den heimischen Sportstätten aus, beispielsweise die Rennrodel-Weltmeisterschaften in den Jahren 1973 und 1985, die Europameisterschaften 1979 und zahlreiche Weltcups im Rennrodeln, einen Skisprung-Weltcup im Jahre 1989 und Biathlon-Weltcups in den Jahren 1984, 1985 und 1986. Bis zur Auflösung des Vereines im Jahre 1990 errang der ASK bei Olympischen Winterspielen sechzehnmal Gold, zwölfmal Silber und zehnmal Bronze. Bei Welt- und Europameisterschaften gab es insgesamt 85-mal Gold, 72-mal Silber und 45-mal Bronze. Die Jugendabteilung des ASK war ebenfalls erfolgreich. Bei Welt- und Europameisterschaften der Junioren gewannen Sportler des ASK 47 Gold-, 36 Silber- und 25 Bronzemedaillen.

## Skiabteilungen

### Skispringen
Die Abteilung Skispringen wurde mit der Gründung des ASK 1956 in Brotterode aufgebaut und blieb dort bis etwa 1975. Dort starteten die Athleten des ASK Vorwärts Brotterode, der später in ASK Vorwärts Oberhof umbenannt wurde. In den 1960er Jahren formierte sich eine erfolgreiche Springergarde, die bei vielen Veranstaltungen siegte. Dieter Bokeloh gewann 1963 das Skispringen bei den Skispielen in Oslo. Manfred Wolf stellte im Jahre 1969 mit 165 Metern beim Skifliegen in Planica  einen Weltrekord auf. Die Abteilung wurde in den 1970er Jahren immer stärker, nachdem sich in Oberhof mit der Jugendschanze, der Thüringenschanze und der Großschanze im Kanzlersgrund gute Trainingsbedingungen ergeben hatten. Hans-Georg Aschenbach wurde im Jahre 1974 Doppelweltmeister in Falun. Bei den Olympischen Winterspielen 1976 gab es mit Hans-Georg Aschenbach und Jochen Danneberg einen Doppelsieg. Bis 1980 gehörte Martin Weber und später Ingo Lesser ebenso zur Weltspitze. In den 1980er Jahren fielen die Athleten etwas hinter die Weltspitze zurück und gewannen bei Olympischen Winterspielen und Weltmeisterschaften keine Medaillen mehr.

### Nordische Kombination
Die Skiabteilung blieb mit dem Spezialsprunglauf in den ersten Jahren in Brotterode. Sie hatte in den Anfangsjahren des ASK trotz der guten Trainingsbedingungen geringen sportlichen Erfolg und blieb lange Zeit hinter den Kombinierten aus dem Bezirk Karl-Marx-Stadt zurück. Die erste Medaille für den ASK gewann Ingolf Hüther im Jahre 1986 mit Bronze bei der Junioren-Weltmeisterschaft. Die beste Platzierung bei Olympischen Winterspielen war ein fünfter Platz der Mannschaft bei den Winterspielen 1988 in Calgary. Im Juniorenbereich gewann Marco Frank bei den Weltmeisterschaften 1987 die Goldmedaille mit der Staffel. Der Durchbruch zur Weltspitze gelang nicht mehr unter Führung des ASK, sondern erst Ende der 1990er Jahre mit Ronny Ackermann und Marko Baacke als WSV 05.

### Skilanglauf
Auch die Erfolge dieser Skiabteilung blieben in den Anfangsjahren des ASK hinter den Erwartungen zurück, die Aktiven des benachbarten SC Motor Zella-Mehlis erbrachten bessere Leistungen. Walter Ulbricht, Staatsratsvorsitzender der DDR, der mehrmals bei Wettkämpfen in Oberhof anwesend war, gefiel es nicht, dass die „Soldaten des Volkes“ hinter den „Zivilisten“ lagen. Er ordnete die Einberufung der Athleten des SC Motor zur Armee an, damit diese beim ASK starten konnten. Dabei waren unter anderen die mehrmaligen DDR-Meister im Skilanglauf Cuno Werner und Werner Moring. Damit hatte der ASK eine starke Mannschaft im Langlaufbereich. Aber auch mit dieser namhaften Truppe blieben die Erfolge zunächst aus. Vereinzelt gab es vordere Platzierungen, was aber den Ansprüchen des ASK nicht genügte. Erst in den 1970er Jahren stellten sich mit dem Skilanglauftrainer  Horst Wagner um den mehrmaligen Weltmeister Gerhard Grimmer, Axel Lesser und Carola Anding sportliche Erfolge ein. In den 1980er Jahren gab es Erfolge nur noch im Juniorenbereich, dessen Athleten mehrmals Gold für den ASK gewannen.

### Biathlon

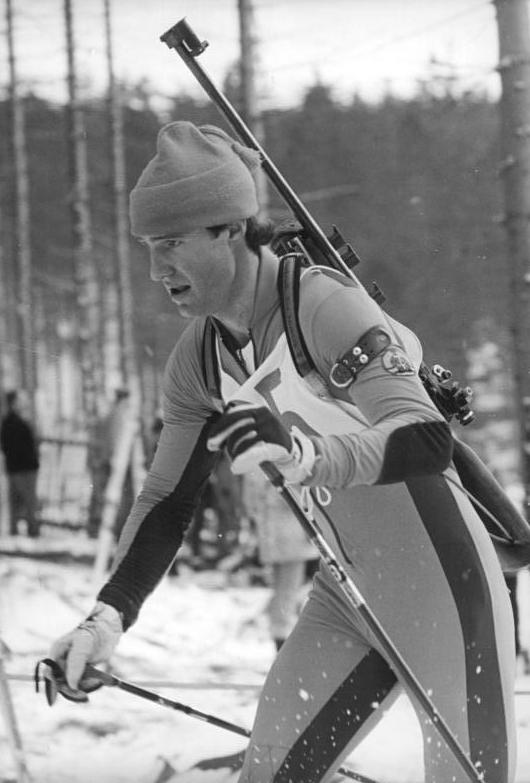
Frank Ullrich – Olympiasieger 1980 im Biathlon

Biathlon hatte beim ASK am Anfang einen schweren Stand, diese Sportart war damals noch nicht olympisch. Im Frühjahr 1959 hatte das Komitee der Armeesportvereinigung beschlossen, eine eigene Biathlonmannschaft im ASK zu formieren. Dafür wurden anfangs nur Athleten rekrutiert, die im Skilanglauf nicht den Durchbruch schafften. Die zehn leistungsstärksten Läufer des ASK kamen zur Skilanglaufabteilung, die anderen zum Biathlon. Für die Abteilung gab es Unterbringungsprobleme, die 15 Athleten wurden ab September 1959 abseits des Ortes, im Kammerbacher Pirschhaus, untergebracht. Als 1960 Biathlon olympisch wurde, festigte sich die Position der Abteilung innerhalb des ASK nachhaltig. Nach dem Einzug in das 1961 eröffnete Armeeobjekt am Grenzadler hatten die Biathleten bessere Bedingungen. Der internationale Durchbruch erfolgte 1970, als Hans-Gert Jahn bei der Weltmeisterschaft (WM) mit der Staffel die erste Bronzemedaille gewann.
Ende der 1970er Jahre wurde die Biathlonabteilung mit dem Athleten Frank Ullrich und Kurt Hinze als Trainer immer erfolgreicher. Frank Ullrich gewann bei den Olympischen Spielen 1980 die Goldmedaille und insgesamt neun Titel bei Weltmeisterschaften. Weitere Weltmeister des ASK waren Matthias Jacob, Bernd Hellmich, Mathias Jung und Jürgen Wirth. Bei den Weltmeisterschaften 1982 in Minsk gewann erstmals eine reine ASK-Staffel den WM-Titel. Bisher gelang es weltweit keiner weiteren reinen Vereinsmannschaft einen WM-Titel zu gewinnen. Im Jahre 1982 wurde die Schießhalle in Oberhof als weltweit beachtetes Projekt eröffnet. In den Jahren 1981 und 1982 wurde die heutige DKB-Ski-Arena Oberhof, in der 1984 erstmals ein Biathlon-Weltcup stattfand, errichtet. Mit dem Biathlonstadion und der Schießhalle fanden die Athleten optimale Trainingsbedingungen vor. Erst in den letzten Jahren des ASK wurde ein Biathlon-Frauenteam aus bisherigen Langläuferinnen formiert.
Auf nationaler Ebene lieferte sich Oberhof einen Zweikampf mit der Biathlon-Abteilung von Dynamo Zinnwald. Zumindest bei den Staffelereignissen konnte Zinnwald weitaus häufiger die nationalen Titel seit der ersten Austragung 1965 erringen. Erst 1972 schlugen die Oberhofer die Zinnwalder, doch war die erste Mannschaft, die den Zinnwaldern eine Niederlage beibrachte das zweite Team der Oberhofer. Erst 1981 konnte, nun durch die erste Mannschaft, ein weiterer Staffeltitel errungen werden, 1982 wurde er das einzige Mal in der Vereinsgeschichte verteidigt. 1987 errang Oberhof den vierten Staffeltitel, wohingegen Zinnwald 19-mal DDR-Meister wurde. Besser sieht die Bilanz in den Einzelrennen aus. In den Militärpatrouillen-Wettbewerben zwischen 1958 und 1965 war Oberhof mit fünf Titeln immerhin um zwei Titelgewinne erfolgreicher. Mit Cuno Werner stellte der Verein 1958 den ersten nationalen Meister über 20 Kilometer. Mit 23 gegenüber 22 Einzeltiteln liegt Oberhof bei den Einzeln und Sprints minimal vor Zinnwald.

## Rennrodeln

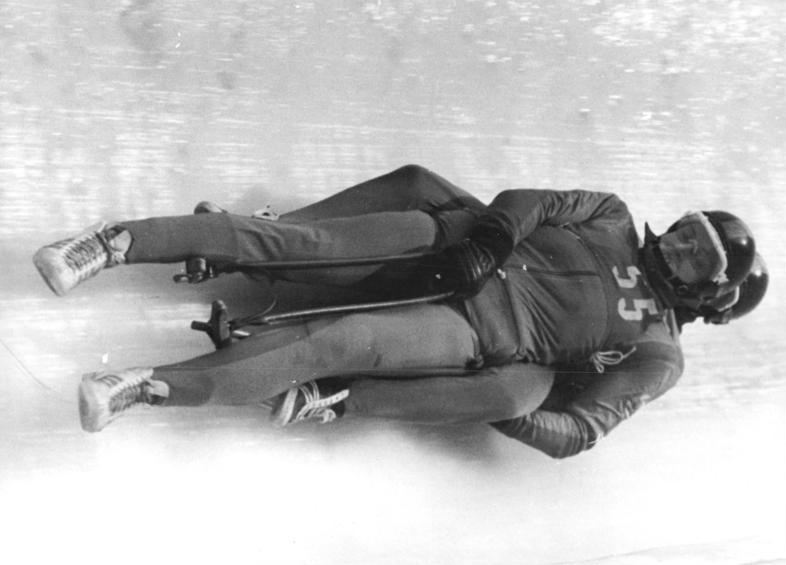
Horst Hörnlein und Reinhard Bredow – Olympiasieger 1972 im Rennrodeln

Bis zu den Olympischen Spielen 1968 nahmen keine Rennschlittensportler des ASK an internationalen Wettbewerbe teil. Sämtliche Nachwuchssportler aus dem thüringischen Raum wurden nach Oberwiesenthal beordert, das damals den Vorzeigeklub der DDR bei den Rennschlittenfahrern stellte. Ende der 1960er Jahre formte der ASK jedoch ein Spitzenteam mit Wolfgang Scheidel, Horst Hörnlein und Reinhard Bredow. In den Jahren 1970 und 1971 wurde in Oberhof die zweite künstlich vereiste Rodelbahn der Welt gebaut, um für die Sportler bestmögliche Trainingsbedingungen zu schaffen. Bei den Olympischen Winterspielen 1972 in Sapporo gewannen Sportler des ASK zwei Goldmedaillen. Bis zur Auflösung verging kein Großereignis ohne Medaillen für die erfolgreichste Abteilung des ASK. Der ASK stellte zahlreiche Athleten, die zur Weltspitze zählten, wie Hans Rinn und Norbert Hahn als Olympiasieger 1976 und 1980 im Doppel, Bernhard Glass, Ute Oberhoffner, Melitta Sollmann, Jörg Hoffmann mit Jochen Pietzsch, Jens Müller, Susi Erdmann und Stefan Krauße mit Jan Behrendt.
Den ersten nationalen Titel holte 1967 Klaus Halbauer bei den Männer-Einsitzern. Der Erfolg wurde mit Silber und Bronze durch Albert Bienert und Wolfgang Scheidel noch gesteigert. Zwischen 1970 und 1983 holten die Oberhofer 14 Titel in Folge, darunter 1970 bis 1972 Scheidel drei und 1973 bis 1979 Rinn sieben Titel in Folge. Insgesamt wurden die Herren-Einsitzer 18 mal DDR-Meister. Bis zum ersten Erfolg bei den Frauen dauerte es etwas länger. 1971 gewann Margit Schumann den ersten Titel und auch die erste Medaille für Oberhofer Rodlerinnen. Von 1973 bis 1976 folgten vier weitere Titel durch Schumann. Insgesamt elf DDR-Meister-Titel gewannen sie bis 1988 und waren damit etwa so erfolgreich wie die härtesten Konkurrenten von Traktor Oberwiesenthal. Bei den Doppelsitzern gewannen Hörnlein/Bredow 1969 den ersten Titel, erste Medaillen gewannen ASK-Sportler schon 1967. In keinem der drei Rodelwettbewerben dominierte Oberhof so sehr wie bei den Doppelsitzern, wo bis zum Ende der DDR 17 Titel gewonnen werden konnten. Seit 1971 wurden bis auf 1988 alle Titel gewonnen, 1975 mit der Oberhofer-Oberwiesenthaler Verbindung Müller/Neumann.

## Bobsport

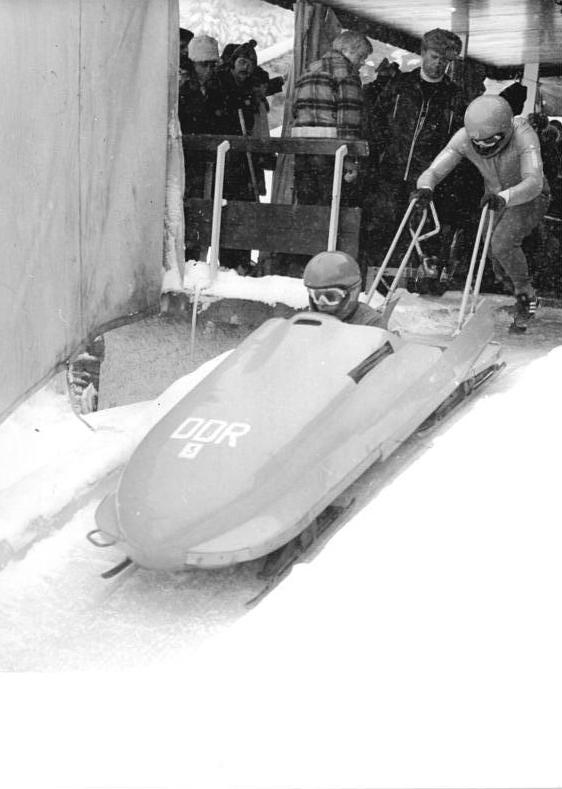
Bei den DDR-Meisterschaften 1979 schiebt Andreas Kirchner den Bob von Horst Schönau an.

Der Bobsport konzentrierte sich in den 1960er Jahren wie das Rennrodeln ausschließlich auf Oberwiesenthal. Bobfahrer fielen komplett aus dem Fördersystem des Deutschen Turn- und Sportbundes heraus. Die Sportart wurde in Oberhof nur noch als Freizeit- und Erholungssport betrieben. Im Zweierbob wurden nur noch die Besten innerhalb der DDR ermittelt, die für Oberwiesenthal fuhren. Die Wende kam wie beim Rennrodeln Ende der 1960er Jahre. In den 1970er und 1980er Jahren war diese Abteilung neben dem Rennrodeln die erfolgreichste innerhalb des ASK. Keine Olympischen Spiele und Weltmeisterschaften vergingen, ohne dass der ASK im Zweier- und Viererbob Medaillengewinner stellte.
National stellte Oberhof mit Peter Kirchner/Roland Ebersbach 1974 erstmals den DDR-Meister im Zweierbob. Bis zur letzten Austragung 1988 stellte Oberhof auch alle folgenden 14 DDR-Meister. Den Viererbobwettbewerb, der erstmals 1987 nach 27 Jahren Pause wieder ausgetragen wurde, gewannen in den letzten beiden Austragungen mit dem Wolfgang Hoppe-Bob ebenfalls Athleten vom Oberhofer ASK.

## Erfolgreichste Sportler
Goldmedaillen bei Olympischen Spielen gewannen für den ASK 23 Athleten. Im Biathlon Frank Ullrich, im Skispringen Hans-Georg Aschenbach und im Langlauf Carola Anding. Am erfolgreichsten waren die Sportler im Rennrodeln und Bob. Im Rennrodeln gewannen Horst Hörnlein, Reinhard Bredow, Wolfgang Scheidel, Bernhard Glass, Hans Rinn (zweimal), Norbert Hahn (zweimal), Margit Schumann, Jens Müller, Jörg Hoffmann und Jochen Pietzsch, im Bob Meinhard Nehmer (dreimal), Bernhard Germeshausen (dreimal), Jochen Babock, Bernhard Lehmann, Bogdan Musiol, Hans-Jürgen Gerhardt, Dietmar Schauerhammer (zweimal), Roland Wetzig, Andreas Kirchner und Wolfgang Hoppe (zweimal). Wolfgang Hoppe gewann zudem noch siebenmal bei Weltmeisterschaften und dreimal bei Europameisterschaften, wodurch er die meisten Titel des ASK erzielte. Bei Weltmeisterschaften gewann Frank Ullrich mit neun Goldmedaillen die meisten Titel des ASK.

## Doping
Jürgen Grundler und Andreas Heß sind anerkannte Opfer des staatlich verordneten Dopings im DDR-Leistungssport.
Stasi-Unterlagen belegen, dass der Leiter Gerhard Grimmer die Geheimhaltung des staatlich verordneten Dopings im DDR-Leistungssport mit Strafmaßnahmen durchsetzte. Skilangläufern und Biathleten wurde von den Ärzten Blut entnommen, mit UV-Licht bestrahlt und anschließend den Sportlern wieder zugeführt. Damit sollte eine Erhöhung der Sauerstofftransportkapazität erreicht werden.

## Staatssicherheit
Vier hauptamtliche Offiziere der Staatssicherheit setzten mehr als 100 Inoffizielle Mitarbeiter (IM) als Spitzel im Sport und dessen Umfeld ein, als Funktionäre, Trainer, Ärzte, Physiotherapeuten, Lehrer der KJS oder Betreuer der Sportanlagen. Die Stasi hatte die Reisekader zu überwachen und für die Geheimhaltung der Dopingpraktiken zu sorgen. 2004 wurde eine Kommission unter Leitung des früheren Landtagspräsidenten Frank-Michael Pietzsch zur Aufarbeitung beauftragt.